# کمپ کانل (کالیفرنیا)
کمپ کانل (به انگلیسی: Camp Connell) یک منطقهٔ مسکونی در ایالات متحده آمریکا است که در شهرستان کالاوراس، کالیفرنیا واقع شده‌است. کمپ کانل ۱٬۴۵۱ متر بالاتر از سطح دریا واقع شده‌است.